# トラディション日本
株式会社トラディション日本は日本法人専門の金融仲介業者。営業品目は銀行間外為スポット取引、同フォワード取引の仲介等。

## 概要
世界28カ国（2018年現在）の金融マーケットにおいて、外国為替・外貨資金・金利スワップ、各種デリバティブ取引、その他証券、商品取引等の総合金融仲介サービスを提供するトラディション・グループ（本社スイス）の日本法人。
主要取引先は、都市銀行/信託銀行/農林中央金庫/商工組合中央金庫/信金中央金庫/全国信用協同組合連合会/第一地方銀行/第二地方銀行/外為取扱信用金庫等全国の金融機関及び証券会社、世界中の全ての外国銀行/保険等の投資会社/証券会社/投資銀行である。
近年では外国為替仲介業務のみならず電力取引の媒介業務等も行っている。

## 沿革
- 1963年 - 愛知県に名古屋短資株式会社（略称メイタン）創業
- 1973年5月 - 東京都に名古屋短資株式会社東京支店開設
- 1985年8月1日 - 東京都にメイタン・トラディション創業
- 1985年10月1日 - メイタン・トラディション営業開始
- 1998年4月 - 外国為替法が改正され日本でも銀行以外の者同士で外国為替取引が可能となった。この流れを受け短期資金（短資業）各社は統廃合模索へ。
- 2001年4月1日 - 名古屋短資株式会社、日本短資株式会社、山根短資株式会社（創業1909年・明治42年)が合併し東京都にセントラル短資株式会社創業
- 2001年5月18日 - 無料メールマガジン「金利ニュース*NY編*メイタン・トラディション」を創刊
- 2001年7月 - 外国為替情報ツール「WEBTRADER」をリリース
- 2001年8月 - メイタン・トラディションの配信メールフッターに商品先物業のオリエント貿易が提供する外国為替バーチャル取引コンテストバーチャルFX紹介が挿入開始
- 2001年11月 - 個人投資家向け情報商材オンラインショップ「ネットデダン」をリリース
- 2002年4月1日 - オリエント貿易とメイタン・トラディション両社が1億円の資本金を折半出資で、オンラインによる外国為替保証金取引専門会社オリエント・トラディションFXをメイタン・トラディションオフィスに同居する形で設立。イメージキャラクターにマイケル富岡を起用
- 2004年9月 - 子会社株式会社メイタン情報サービスを外為どっとコム情報サービス部として事業譲渡
- 2014年4月 - 自社株取得によりトラディショングループの100％子会社となる
- 2014年7月 - 会社分割により株式会社トラディション・ジャパン・FXホールディングスを設立
- 2017年4月 - 株式会社トラディション日本に商号を変更